# Heidi Diethelm Gerber
Heidi Diethelm Gerber (nacida Heidi Diethelm, Münsterlingen, 20 de marzo de 1969) es una deportista suiza que compite en tiro, en la modalidad de pistola.
Participó en tres Juegos Olímpicos de Verano, entre los años 2012 y 2020, obteniendo una medalla de bronce en Río de Janeiro 2016, en la prueba de pistola 25 m.
En los Juegos Europeos consiguió dos medallas, oro en Bakú 2015 y plata en Minsk 2019, ambas en pistola 25 m. Ganó cuatro medallas en el Campeonato Europeo de Tiro entre los años 2011 y 2020.

## Palmarés internacional
| Juegos Olímpicos   | Juegos Olímpicos        | Juegos Olímpicos  | Juegos Olímpicos   |
| Año                | Lugar                   | Medalla           | Prueba             |
| ------------------ | ----------------------- | ----------------- | ------------------ |
| 2016               | Río de Janeiro (Brasil) | Medalla de bronce | Pistola 25 m       |
| Juegos Europeos    |                         |                   |                    |
| Año                | Lugar                   | Medalla           | Prueba             |
| 2015               | Bakú (Azerbaiyán)       | Medalla de oro    | Pistola 25 m       |
| 2019               | Minsk (Bielorrusia)     | Medalla de plata  | Pistola 25 m       |
| Campeonato Europeo |                         |                   |                    |
| Año                | Lugar                   | Medalla           | Prueba             |
| 2011               | Belgrado (Serbia)       | Medalla de oro    | Pistola 25 m       |
| 2013               | Osijek (Croacia)        | Medalla de oro    | Pistola 25 m       |
| 2020               | Breslavia (Polonia)     | Medalla de plata  | Pistola 10 m       |
| 2020               | Breslavia (Polonia)     | Medalla de bronce | Pistola 10 m mixto |